# Oh Eun-seok
Oh Eun-seok (Chunranamdo, 2 aprile 1983) è uno schermidore sudcoreano, specializzato nella sciabola. Ha vinto una medaglia d'oro alle Olimpiadi di Londra 2012 e due di bronzo ai Campionati mondiali di scherma.

## Palmarès
In carriera ha conseguito i seguenti risultati:
- Olimpiadi

Londra 2012: oro nella sciabola a squadre.
- Mondiali

San Pietroburgo 2007: bronzo nella sciabola individuale.
Budapest 2013: bronzo nella sciabola a squadre.